# خرچنگ لکه‌دار کوژ
خرچنگ لکه‌دار کوژ (نام علمی: Carpilius convexus) نام یک گونه از سرده خرچنگ‌های لکه‌دار است.